# Lista odcinków serialu Anatomia prawdy
Lista odcinków serialu Anatomia prawdy – emitowanego w amerykańskiej telewizji ABC od 29 marca 2011 r., a w Polsce przez Fox Life od 23 lutego 2011 r. Polscy widzowie za pośrednictwem Fox Life mieli wyjątkową okazję zobaczenia pierwszej serii serialu przed widzami w USA. W Polsce pierwsza seria liczyła sobie 13 odcinków, natomiast w USA tylko 9, ze względu na przerwę wakacyjną. Stacja ABC wyemitowała je w jesiennym sezonie podczas emisji drugiej serii.
| Seria | Liczba odcinków | Premiera amerykańska    | Emisja w Polsce         |
| ----- | --------------- | ----------------------- | ----------------------- |
| 1     | 9               | 29.03.2011 – 17.05.2011 | 23.02.2011 – 21.05.2011 |
| 2     | 20              | 20.09.2011 – 10.04.2012 | 26.10.2011 – 18.04.2012 |
| 3     | 13              | 19.02.2013 – 28.05.2013 | 07.03.2013 – 30.05.2013 |

## Seria 1
| 1 | Pilot             | Wbrew wszystkiemu           | 29 marca 2011    | 23 lutego 2011   |
| Dr Megan Hunt jest jednym z najlepszych neurochirurgów o światowej renomie. Świat pani doktor przewraca się do góry nogami, gdy tragiczny wypadek samochodowy kładzie kres jej karierze na sali operacyjnej. Swoje doświadczenie Megan postanawia wykorzystać jako lekarz sądowy. Kobieta nie przebiera w środkach i metodach, gdy staje przed kolejną kryminalną zagadką. |                   |                             |                  |                  |
| 2 | Letting Go        | Nowy kierunek               | 3 kwietnia 2011  | 2 marca 2011     |
| Policja odnajduje młodą parę zastrzeloną wewnątrz samochodu w Fairmont Park. Doktor Megan Hunt obiecuje pogrążonym w bólu rodzicom, że odnajdzie mordercę ich córki. Detektywi Bud Morris i Samantha Baker są gotowi uznać sprawę za akt samobójczy, jednak Megan wraz ze swoim zespołem odnajduje na ciele ofiar dowody, które świadczą o całkowicie odmiennym od rzucającego się na pierwszy rzut oka przebiegu zdarzeń. |                   |                             |                  |                  |
| 3 | Helping Hand      | Pomocna dłoń                | 5 kwietnia       | 9 marca 2011     |
| Podczas autopsji młodej kobiety zamordowanej w obskurnym pokoju hotelowym, Megan doznaje szoku odkrywając osobiste powiązania z ofiarą. Tymczasem, ku swojemu zdziwieniu Megan dowiaduje się, o niektórych osobistych wyzwaniach, z którymi zmagają się jej koledzy i zaczyna sobie zdawać sprawę jak dużo traci z tego co się wokół niej dzieje. Zaczyna więc nagle wykazywać zainteresowanie swoim otoczeniem, ku uciesze swoich współpracowników. |                   |                             |                  |                  |
| 4 | Talking Heads     | Na wizji                    | 12 kwietnia 2011 | 16 marca 2011    |
| W bocznej alejce znalezione zostają odcięta ręka i stopa. Megan i jej zespół muszą dosłownie poskładać ofiarę z powrotem w całość. Tymczasem córka Megan – Lacey, dostaje zgodę od niechętnej matki na odwiedzenie jej w pracy i filmowanie jej podczas pracy, w ramach wideo eseju na lekcję nauki o społeczeństwie. To, czego dowiaduje się Lacey podczas kręcenia filmu, w znacznej mierze wpływa na jej opinię na temat swojej matki. |                   |                             |                  |                  |
| 5 | Dead Man Walking  | Siostry                     | 19 kwietnia 2011 | 16 marca 2011    |
| Ethan i Curtis próbują rozwiązać tajemnicę śmierci pięknej bliźniaczki – Jessiki. W miarę jak rośnie zaangażowanie się Ethana w sprawę, Curtis zastanawia się co nim kieruje. Tymczasem Megan musi stawić czoła demonom z przeszłości, kiedy odwiedza swojego poprzedniego szefa w szpitalu, w którym kiedyś pracowała. Pacjent zmarł po operacji. Czy to było morderstwo czy zaniedbanie medyczne? Megan zaczyna podejrzewać lekarza ofiary. Jednak gdy zaczyna nagłaśniać sprawę, szpital milknie. |                   |                             |                  |                  |
| 6 | Society Hill      | Socjeta                     | 26 kwietnia 2011 | 30 marca 2011    |
| Megan wkracza ponownie do świata elity, do którego kiedyś należała, gdy znalezione zostaje ciało redaktorki elitarnego magazynu w jej rezydencji w Chestnut Hill. Megan akceptuje zaproszenie swojej matki na spotkanie towarzyskie a jej ukrytym motywem jest poznanie głównego podejrzanego. Gdy to wychodzi na jaw matka Megan reaguje oburzeniem. Kiedy Kate prosi Ethana o przeprowadzenie śledztwa w sprawie jedynego śladu znalezionego w miejscu przestępstwa, zaskakuje go jej niezwykle optymistyczne i pełne wsparcia podejście. |                   |                             |                  |                  |
| 7 | All in the Family | Wszystko zostaje w rodzinie | 3 maja 2011      | 6 kwietnia 2011  |
| Ojciec rodziny zostaje odnaleziony zasztyletowany we własnym domu. Sąsiedztwo żyjące na przedmieściach jest wyraźnie zaniepokojone całym zajściem. Doktor Megan rozwiązuje tajemnicę śmierci mężczyzny. Jednocześnie Hunt wspomina śmierć swojego ojca. Tymczasem Kate udziela bezpłatnej konsultacji w sprawie byłego męża Megan – Todda. |                   |                             |                  |                  |
| 8 | Buried Secrets    | Pogrzebane sekrety          | 10 maja 2011     | 13 kwietnia 2011 |
| Zostaje zamordowany detektyw z wydziału zabójstw w Filadelfii. Megan wraz z zespołem rozpoczynają analizę śmierci policjanta. Podczas śledztwa, doktor Hunt uświadamia sobie, jak ważne są więzi rodzinne. Megan musi spotkać się z matką, sędzią Joanną Hunt (Joanna Cassidy). Kobiety mają dość napięte stosunki, jednak Megan zmuszona jest prosić matkę o pomoc w dochodzeniu. |                   |                             |                  |                  |
| 9 | Broken Home       | Rozbity dom                 | 17 maja 2011     | 20 kwietnia 2011 |
| Gdy Nikki Parkson, młoda i towarzyska filantropka umiera, Megan dostrzega tajemnicze okoliczności jej śmierci. Dzieje się tak, pomimo iż Nikki cierpiała na nieuleczalną, przewlekłą chorobę. Pogrążona w żalu matka Nikki (w tej roli gościnnie Jill Eikenberry) oraz brat ofiary są zdruzgotani faktem, że ich przygotowania do pogrzebu zostały przerwane na skutek prowadzonego przez Megan dochodzenia. Zespół doktor Hunt jest sfrustrowany, gdyż ciało Nikki prawdopodobnie skrywa pewne wskazówki, jednak zostało zabalsamowane jeszcze przed autopsją. Tymczasem życie osobiste doktor Kate ma wpływ na dochodzenie, a Lacey podejrzewa, że jej rodzice pragną się zejść. |                   |                             |                  |                  |

## Seria 2
| 1 | Love The Neighbor      | Kochaj sąsiada swego | 20 września 2011     | 26 października 2011 |
| Kierowca traci kontrolę nad pojazdem, który stacza się z nasypu. Prowadzący pojazd mężczyzna w średnim wieku ginie. Megan dowiaduje się, że nie wszystko jest tak idealne, jak mogłoby się wydawać, a życie na pięknej podmiejskiej uliczce, czasami także wymyka się spod kontroli. Zespół dr Hunt jest zaskoczony tempem zmian towarzyszących tworzeniu listy podejrzanych. |                        |                      |                      |                      |
| 2 | Hunting Party          | Polowanie            | 27 września 2011     | 2 listopada 2011     |
| Kiedy podczas polowania ginie Julie Loeb, dużo młodsza, nowa żona milionera, zespół doctor Hunt ma zbadać okoliczności jej śmierci. Jednak Kate odsuwa Megan od śledztwa, kiedy ta mało pochlebnie wypowiada się na temat bogatego, wpływowego wdowca. Relacje pań znacznie się pogarszają. Doktor Hunt otrzymuje inny przypadek do rozwiązania. Z czasem okazuje się, że śledztwo zatacza koło. |                        |                      |                      |                      |
| 3 | Missing                | Porwanie             | 4 października 2011  | 11 maja 2011         |
| Megan prowadzi śledztwo w sprawie śmierci młodej niani, potrąconej przez samochód. Dr Hunt odkrywa, że pięcioletnia podopieczna opiekunki wymaga leczenia. Niestety dziecko zostało porwane. Do sprawy zostaje przydzielony przystojny agent FBI – Derek. Poczynania Buda podlegają obserwacji, gdy okazuje się, że śledztwo w sprawie porwania przybrało niewłaściwy bieg. Matka Megan, Joan, oferuje jej pomoc, jednak Megan podejrzewa, że jest to tylko próba poprawy wizerunku na potrzeby kampanii i kolejny chwyt sędziny.                                                                      |                        |                      |                      |                      |
| 4 | Lazarus Man            | Sprawa Łazarza       | 4 października 2011  | 9 listopada 2011     |
| Kiedy człowiek, który został uznany za martwego opuszcza medyczny stół Ethana, rozpoczyna się całkiem nowe śledztwo. Ślady prowadzą zespół do kolejnego ciała i w momencie, kiedy wydaje się, że sprawa jest zakończona, Megan dokonuje szokującego okrycia za sprawą DNA, które zostało znalezione na miejscu zbrodni. |                        |                      |                      |                      |
| 5 | Point of Origin        | Pochodzenie          | 18 października 2011 | 27 kwietnia 2011     |
| Peter przypadkowo trafia na płonący dom, jeszcze przed przybyciem straży pożarnej. Mężczyźnie udaje się uratować młodą kobietę, która znajduje się w stanie krytycznym. Wychodzi na jaw, że kobieta próbowała niedawno pogodzić się ze swoim biologicznym ojcem, który ją wcześniej odtrącił. Kiedy na miejscu pożaru zjawia się Megan, okazuje się, że są tam również ofiary śmiertelne. Odkrycie to wpędza Petera w zakłopotanie, ponieważ nie był świadomy, że w domu znajduje się ktoś jeszcze. |                        |                      |                      |                      |
| 6 | Second Chances         | Druga szansa         | 25 października 2011 | 4 maja 2011          |
| Zoe – więźniarka i była narkomanka, podejrzewana jest o zabójstwo Bryn Walker. Bryn była ekspertem jeździectwa, prowadzącym zawodowy program zajęć dla więźniów. Kiedy Megan zabiera Lacey na miejsce zbrodni, jej były mąż wpada w furię. Tymczasem dr Hunt dowiaduje się, że ojciec zmusza dziewczynkę, żeby pojechała z nim oraz jego nową dziewczyną na wspólne wakacje. |                        |                      |                      |                      |
| 7 | Hard Knocks            | Trudne doświadczenia | 1 listopada 2011     | 21 maja 2011         |
| Siedemnastoletni, wybitnie uzdolniony Trent Brady zostaje odnaleziony martwy, po tym jak zadzwonił po policję i opuścił imprezę. Megan wraz z zespołem zostaje wezwana do przeprowadzenia dochodzenia w tej sprawie. Rodzice nastolatka nie wierzą, że chłopak mógł brać narkotyki. Megan potrzebuje jednak pomocy w ustaleniu narkotyku odnalezionego w jego ciele. Ze swoimi wątpliwościami, pani doktor zwraca się do nowego przyjaciela, agenta specjalnego Amesa. Tymczasem były mąż Megan, Todd, ma dla niej poważne wiadomości, które będą mieć znaczący wpływ na przyszłość Megan i jej córki. |                        |                      |                      |                      |
| 8 | Love Bites             | Miłość kąsa          | 15 listopada 2011    | 7 grudnia 2011       |
| 9 | Gross Anatomy          | Sekcja zwłok         | 29 listopada 2011    | 14 grudnia 2011      |
| 10 | Your Number’s Up       | Loteria życia        | 6 grudnia 2011       | 21 grudnia 2011      |
| 11 | Falling For You        | Upadły anioł         | 3 stycznia 2012      | 18 stycznia 2012     |
| 12 | Shades of Blue         | Odcienie błękitu     | 10 stycznia 2012     | 25 stycznia 2012     |
| 13 | Sympathy For the Devil | Po ciemnej stronie   | 17 stycznia 2012     | 1 lutego 2012        |
| 14 | Cold Blooded           | Z zimną krwią        | 14 lutego 2012       | 29 lutego 2012       |
| 15 | Occupational Hazards   | Ryzyko zawodowe      | 21 lutego 2012       | 7 marca 2012         |
| 16 | Home Invasion          | Bezpieczny dom       | 28 lutego 2012       | 14 marca 2012        |
| 17 | Identity               | Tożsamość            | 13 marca 2012        | 21 marca 2012        |
| 18 | Going Viral, Part 1    | Wirus cz. 1          | 27 marca 2012        | 4 kwietnia 2012      |
| 19 | Going Viral, Part 2    | Wirus cz. 2          | 3 kwietnia 2012      | 11 kwietnia 2012     |
| 20 | Mind Games             | Gry logiczne         | 10 kwietnia 2012     | 18 kwietnia 2012     |

## Seria 3
| Nr | Tytuł            | Tytuł polski        | Premiera         | Premiera w Polsce |
| -- | ---------------- | ------------------- | ---------------- | ----------------- |
| 1  | Abducted część 1 | Uprowadzona część 1 | 19 lutego 2013   | 7 marca 2013      |
| 2  | Abducted część 2 | Uprowadzona część 2 | 26 lutego 2013   | 7 marca 2013      |
| 3  | Lost Souls       | Zagubione dusze     | 5 marca 2013     | 14 marca 2013     |
| 4  | Mob Mentality    | Mentalność mafii    | 12 marca 2013    | 21 marca 2013     |
| 5  | Eye for an Eye   | Oko za oko          | 19 marca 2013    | 28 marca 2013     |
| 6  | Fallen Angel     | Upadły anioł        | 26 marca 2013    | 4 kwietnia 2013   |
| 7  | Skin and Bones   | Skóra i kości       | 2 kwietnia 2013  | 11 kwietnia 2013  |
| 8  | Doubting Tommy   | Niewierny Tomasz    | 9 kwietnia 2013  | 18 kwietnia 2013  |
| 9  | Disappearing Act | Zniknięcie          | 16 kwietnia 2013 | 25 kwietnia 2013  |
| 10 | Committed        | Oddział zamknięty   | 23 kwietnia 2013 | 9 maja 2013       |
| 11 | Dark City        | Mroczne miasto      | 7 maja 2013      | 16 maja 2013      |
| 12 | Breakout         | Ucieczka            | 14 maja 2013     | 23 maja 2013      |
| 13 | Daddy Issues     | Kłopoty z tatą      | 28 maja 2013     | 30 maja 2013      |